# Leon (rijeka u Kolumbiji)
Leon je rijeka u Kolumbiji. Ulijeva se u Karipsko more.